# Gura Crucilor
Gura Crucilor – wieś w Rumunii, w okręgu Vâlcea, w gminie Dănicei. W 2011 roku liczyła 24 mieszkańców.